# Галдор Лакснесс
Галдор Кільян Лакснесс (ісл. Halldór Kiljan Laxness, правильна транскрипція Гальтоур Хільян Лакснесс, справжнє ім'я і по батькові Halldór Guðjónsson — Гальтоур Ґудйоунссон; 23 квітня 1902 — 8 лютого 1998) — ісландський письменник.  
Народився в сім'ї   інспектора з будівництва доріг Ґудйона Хельґасона (1870 р.н.) та Сіґрідур Халлдорсдоттір (1872 р.н.). 
З  трирічного віку (1905 р.) жив із сім'єю на фермі на ферму Лакснес у Мосфелсбері, сільській місцевості на північ від столиці Ісландії. Невдовзі він почав читати книги та писати оповідання. У віці 14 років він опублікував статтю в газеті Morgunblaðið. Його перша книга, роман «Діти природи» (Börn náttúrunnar), була написана у віці 17 років. 
У 1922 році він приєднався до абатства Святого Моріса в Клерво (Люксембург), ченці якого дотримувалися правил Святого Бенедикта Нурсійського. Лакснесс був охрещений і конфірмований у католицькій церкві в 1923 році. Саме тоді він прийняв прізвище Лакснесс і додав ім’я Кіліан (на честь ірландського мученика святого Кіліана). У стінах абатства він займався самостійним навчанням, читав книги, вивчав французьку, латинську мови, теологію та філософію. Там він написав оповідання Undir Helgahnjúk, опубліковане в 1924 році. Незабаром після свого хрещення він став членом групи, яка проповідувала навернення скандинавських країн. Але його релігійність тривала недовго. Під час візиту до США його потягнуло до соціалізму. Частково під впливом Аптона Сінклера, з яким він подружився в Каліфорнії, Лакснесс підхопив соціалістичний вагон, написавши бурлескні та сатиричні есе про свої враження від подорожей Росією, Європою та Південною Америкою. Він поїхав до Ісландії, Канади та Каліфорнії (1927-1930), щоб зміцнити себе в ідеї комунізму.
Між 1927 і 1929 роками Лакснесс проживав у Сполучених Штатах, намагаючись заробити на життя сценаристом. Крах на Уолл-стріт справив на нього глибоке враження. Про той період своєї кар’єри він скаже роками пізніше: «Я став соціалістом не завдяки читанню книжок, а тому, що бачив, як безробітні вмирають від голоду в парках». Він оголосив себе атеїстом і прихильником Радянського Союзу і присвятив себе критиці американського суспільства.
У 1930-х роках він став «апостолом нового покоління» і рішуче критикував Ейнара Хьорлейфссона Кварана, впливового письменника, якого також розглядали на Нобелівську премію. Деморалізація окупаційного періоду ніколи не була зображена так драматично, як «Атомна станція» Халлдора Лакснесса (1948), що зображує післявоєнне суспільство в Рейк’явіку, повністю перевернуте лавиною іноземного золота. У 1968 році він опублікував роман «Під льодовиком», дія якого розгортається на льодовику Снайфедльсйокудль.
Протягом своєї кар'єри він писав вірші, газетні статті, п'єси, подорожі, оповідання та п'ятнадцять романів. На його літературу найбільше вплинули Фрейд, Ніцше, Стріндберг і Пруст.
Він переїхав до Сполучених Штатів і спробував знімати кіно. Він повернувся до Ісландії в 1945 році й оселився в Глюфрастейні, Мосфеллсдалур, до самої смерті.  Був головою Спілки ісландсько-радянської дружби, про поїздки в СРСР написав книги «Шлях на Схід» та «Російська казка».
Його будинок у Глюфрастейні зараз є музеєм, яким керує ісландський уряд.
Він був двічі одружений і мав чотирьох дітей. Він помер у 1998 році у віці дев'яносто п'яти років.
Лауреат Міжнародної Сталінської премії 1949 року та Нобелівської премії з літератури 1955 року («За яскраву епічну силу, яка відродила велике повісне мистецтво Ісландії»). У 1969 році Копенгагенський університет присудив йому премію Соннінга.

## Переклади українською
- Самостійні люди / пер. Н. Лісовенко та М. Равлюк. — К. : Держлітвидав України, 1959. — 467 с.
- Дім скальда / пер. С. Недєляєва, Л. Горліна, М. Лук'янчикова // Всесвіт. — К., 1967. — № 10.